# Più che posso live
Più che posso live è il terzo album live del cantautore italiano Gigi Finizio. 

## Descrizione
Pubblicato nel 2012 contiene alcune canzoni dell'album Regalarti l'anima con altri successi del cantante napoletano. In questo disco live Gigi Finizio publica anche un nuovo singolo chiamato Basterebbe, con il suo precedente singolo dell'estate 2011 Più che posso, in più il cofanetto contiene anche un DVD dell'acciaieria sonora.

## Tracce
1. Basterebbe...
2. Più che posso
3. Non durerà
4. Non posso
5. Voglio dirti che...
6. E tu mi manchi
7. La magia del vento
8. Per averti
9. Amore amore
10. La mia stella
11. L'ultima luna
12. Un angelo
13. Regalarti l'anima
14. Ti cercherò

## DVD
1. Amori
2. E tu mi manchi
3. Voglio sapè
4. Non posso
5. Voglio dirti che...
6. Buonanotte Carmela
7. Un angelo
8. E c'è una cosa che non sai
9. Non durerà
10. Mi hai spezzato il cuore
11. La mia stella
12. Più che posso
13. Regalarti l'anima
14. Ti cercherò

Videoclip-Più che posso